# Dipoena standleyi
Dipoena standleyi là một loài nhện trong họ Theridiidae.
Loài này thuộc chi Dipoena. Dipoena standleyi được Herbert Walter Levi miêu tả năm 1963.